# Enamorado de un Pollo
«Enamorado de un Pollo» es la primera canción del segundo álbum de estudio de El Cuarteto de Nos, Soy una Arveja.

## Contexto
La canción habla de una persona que la invitan a una chacra, hasta que ve un pollo y se enamora.

## Personal
- Roberto Musso: Voz y segunda guitarra
- Ricardo Musso: Guitarra principal y voz
- Santiago Tavella: Bajo y voz
- Andrés Bedó: Teclados
- Álvaro Pintos: Batería

- Datos: Q108224349